# Europejska Akademia Filmowa

Logo Europejskiej Akademii Filmowej

Europejska Akademia Filmowa (ang. European Film Academy, EFA) – współfinansowana przez Komisję Europejską inicjatywa europejskich reżyserów z siedzibą w Berlinie przyznająca od 1988, co roku Europejskie Nagrody Filmowe.

## Europejska Akademia Filmowa
W 1989 roku Akademia – wtedy jeszcze Europejskie Towarzystwo Filmowe – została oficjalnie utworzona przez swojego pierwszego Prezydenta, szwedzkiego reżysera Ingmara Bergmana. Akademia zrzeszała wówczas 40 reżyserów z całej Europy i zaczęła promować europejską kulturę na świecie i zabiegać o poparcie dla interesów Europejskiego filmu. Pierwszym Przewodniczącym Akademii został wybrany Wim Wenders. Dwa lata później Europejskie Towarzystwo Filmowe zmieniło nazwę na Europejską Akademię Filmową, ale zachowała swój charakter organizacji non-profit. Jest finansowana przez niemiecką loterię narodową Deutsche Klassenlotterie Berlin, Filmboard Berlin-Brandenburg GmbH oraz program MEDIA Niemieckiego Federalnego Ministerstwa Kultury I Mediów.

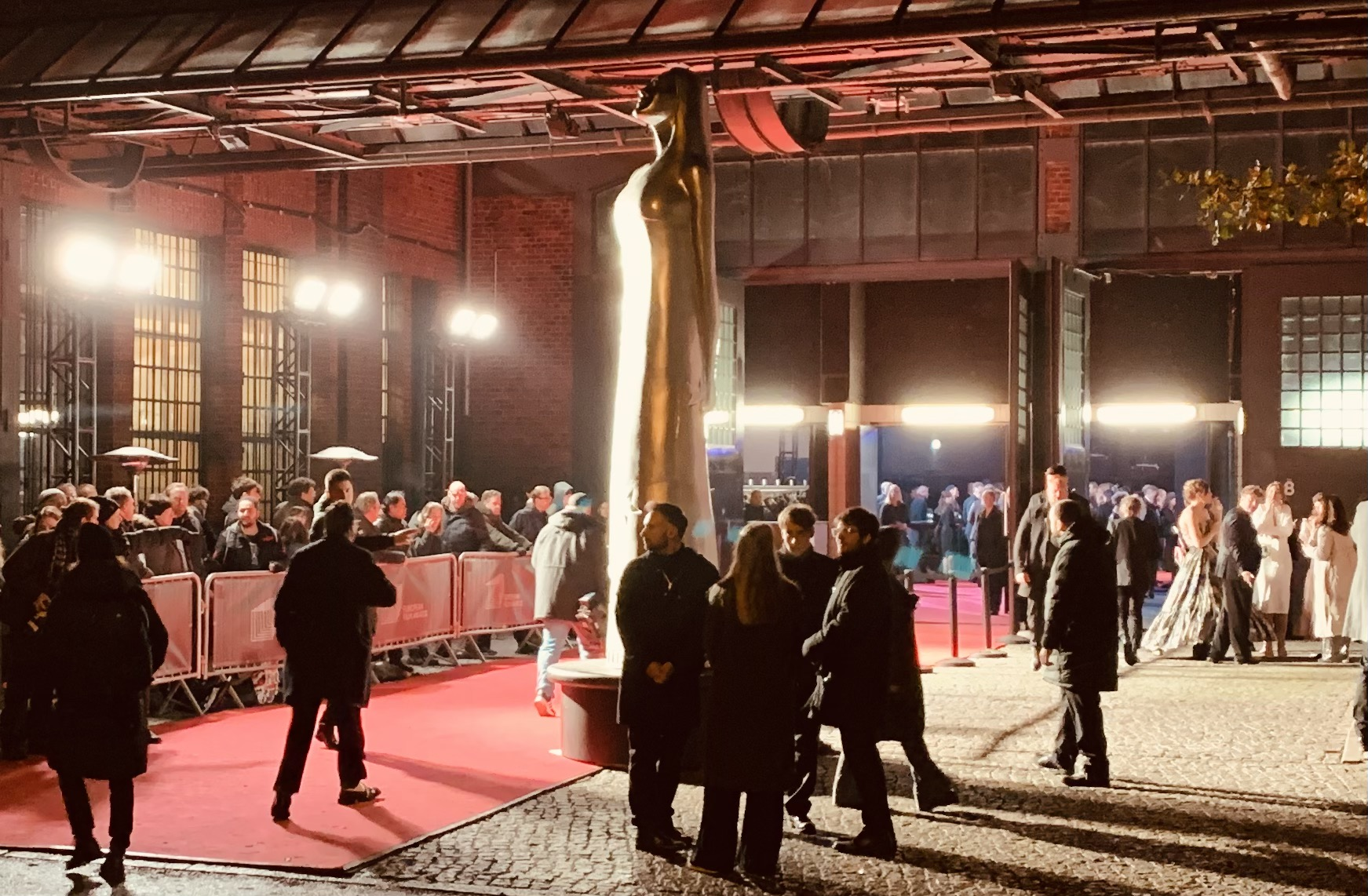
Europejskie Nagrody Filmowe, 2023

Akademia aktywnie uczestniczy w przedsięwzięciach promujących europejską produkcję filmową. Prowadzi szkolenia i warsztaty będące platformą wymiany doświadczeń wśród profesjonalistów.
Organizowane przez nią seminaria, konferencje stanowią ważny głos w europejskiej debacie na temat filmu.
Niektóre z wydarzeń to:
- Nagroda UIP – inicjatywa UIP i EFA w kooperacji z 14 europejskimi festiwalami. Zwycięzca filmu krótkometrażowego otrzymuje finansową dotację w wysokości 2000 € i automatyczną nominację do Europejskiej Nagrody Filmowej w tej kategorii.
- A Sunday in the Country – specjalny weekend spotkań europejskich filmowców i niektórych członków założycieli EFA. Prywatna, kameralna atmosfera tych spotkań gwarantuje wymianę myśli i doświadczeń, które wykraczają poza zwykłe warsztaty.
- Master Classes – oferuje duże możliwości dla młodych talentów, łączące teorię z praktyką. Poprzednio w takowych zajęciach uczestniczyli: Jean-Jacques Annaud, Jan de Bont, Henning Carlsen, André Delvaux, Bernd Eichinger, Krzysztof Kieślowski, Jiří Menzel, Tilda Swinton, István Szabó, Marc Weigert, Mike Newell, Tsui Hark, Allan Starski i Anthony Dod Mantle.

Najbardziej prestiżowym i znanym wydarzeniem organizowanym przez EFA jest jednak Europejska Nagroda Filmowa. W latach 1988–1996 laureaci otrzymywali statuetkę Felixa. Od 1997 wręczana jest nowa, bezimienna jak dotąd, statuetka, nazywana po prostu Europejską Nagrodą Filmową. Jest ona pierwszą, doroczną nagrodą filmową. Zazwyczaj zwycięskie filmy nagradzane są również w Złotych Globach i Oskarach.
W 1996 Wim Wenders zastąpił na stanowisku Prezydenta Ingmara Bergmana, a brytyjski producent Nik Powell został wybrany na przewodniczącego Akademii. Wtedy też zostało wybranych 15 członków komisji Akademii, którzy to przyznają Nagrody. Akademia swoją siedzibę ma w Berlinie, Kurfürstendamm 225, 10719 Berlin, Niemcy.

## Struktury EFA
Prezydent Akademii: Wim Wenders, Przewodniczący komisji: Agnieszka Holland, Zastępcy: Nik Powell, Volker Schlöndorff
Członkowie komisji: Brenda Blethyn, Adriana Chiesa di Palma, Pierre-Henri Deleau, Mike Downey, Ulrich Felsberg, Per Holst, Stephan Hutter, Cedomir Kolar, Stefan Laudyn, Nikita Michałkow, Antonio Perez Perez, Domenico Procacci, Assumpta Serna, István Szabó, Els Vandevorst
Honorowi członkowie komisji: Ben Kingsley, Dušan Makavejev, Jeanne Moreau

## Liczba członków Akademii
Stan na 2025:
| - Niemcy – 743 - Włochy – 356 - Wielka Brytania – 318 - Hiszpania – 253 - Francja – 249 - Polska – 202 - Holandia – 180 - Szwajcaria – 178 - Dania – 178 - Szwecja – 160 - Austria – 124 - Belgia – 93 - Norwegia – 83 - Finlandia – 82 - Rosja – 79 - Grecja – 75 - Izrael – 72 - Irlandia – 71 - Czechy – 68 | - Islandia – 67 - Rumunia – 66 - Ukraina – 63 - Węgry – 62 - Serbia – 50 - Słowenia – 46 - Turcja – 45 - Chorwacja – 44 - Bułgaria – 31 - Portugalia – 31 - Słowacja – 29 - Luksemburg – 28 - Kosowo – 25 - Litwa – 24 - Estonia – 23 - Łotwa – 22 - Bośnia i Hercegowina – 22 - Gruzja – 20 - Macedonia – 18 | - Cypr – 14 - Azerbejdżan – 12 - Stany Zjednoczone – 12 - Czarnogóra – 8 - Albania – 7 - Malta – 5 - Mołdawia – 4 - Palestyna – 4 - Armenia – 4 - Kazachstan – 3 - Grenlandia – 3 - Białoruś – 3 - Australia – 1 - Hongkong – 1 - Kolumbia – 1 - Kirgistan – 1 - Kanada – 1 |

## Polscy członkowie Akademii
Stan na 2025:
| - Katarzyna Adamik - Alicja Albrecht - Aleksandra Aleksander - Anna Anosowicz - Szymon Augustyniak - Alicja Bachleda-Curuś - Radosława Bardes - Piotr Bartuszek - Bartosz Bielenia - Sean Bobbitt - Janusz Bogaczyk - Magdalena Bojdo - Jarosław Boliński - Marcin Borchardt - Agata Buzek - Anna Bławut Mazurkiewicz - Nikodem Chabior - Olga Chajdas - Paulina Chapko - Magdalena Chowańska - Andrzej Chyra - Kuba Czekaj - Piotr Czerkawski - Tomasz Dąbrowski - Leszek Dawid - Kinga Dębska - Piotr Domaradzki - Olga Domżała - Radosław Drabik - Agnieszka Drewno - Tomasz Dukszta - Jakub Duszyński - Jolanta Dylewska - Łukasz Dzięcioł - Piotr Dzięcioł - Stanisław Dziedzic - Paweł Edelman - Michał Englert - Ewa Eysmont-Machulska - Sławomir Fabicki - Feliks Falk - Andrzej Fidyk - Michał Fojcik - Anna Gawlita - Krzysztof Gierat - Agnieszka Glińska - Michał Godzic - Anna Gorońska - Krzysztof Grędziński - Agnieszka Grochowska - Aleksandra Gruber - Mariusz Grzegorzek - Roman Gutek - Marta Habior - Marek Hendrykowski - Agnieszka Holland - Barbara Hollender-Kwiatkowska - Błażej Hrapkowicz - Dariusz Jabłoński - Anna Jadowska - Ewa Jakimowska - Andrzej Jakimowski - Arkadiusz Jakubik - Krzysztof A. Janczak - Paweł Jarzębski - Małgorzata Jurczak - Wojciech Kabarowski - Jan A.P. Kaczmarek - Janusz Kaleja - Monika Kaleta - Magdalena Kamińska - Violetta Kamińska - Jarosław Kamiński - Maciej Karpiński - Anna Kazejak | - Janusz Kijowski - Izabela Kiszka-Hoflik - Katarzyna Klimkiewicz - Piotr Kmiecik - Piotr Kobus - Klara Kochańska-Bajon - Anna Kokoszka-Romer - Krzysztof Komander - Adrian Konarski - Bartek Konopka - Krzysztof Kopczyński - Abel Korzeniowski - Joanna Kos-Krauze - Kuba Kosma - Ewa Kowalewska - Bodo Kox - Adam Kruk - Maciej Kubicki - Mateusz Kudła - Joanna Kulig - Agnieszka Kurzydło - Krzysztof Kwiatkowski - Michał Kwieciński - Borys Lankosz - Stefan Laudyn - Piotr Lenar - Monika Lenczewska - Ryszard Lenczewski - Marta Lewandowska - Rafael Lewandowski - Katarzyna Lewińska - Rafał Listopad - Tadeusz Lubelski - Paweł Lucewicz - Radosław Ładczuk - Joanna Łapińska-Chmiel - Marcel Łoziński - Wiesław Łysakowski - Joanna Macha - Juliusz Machulski - Łukasz Maciejewski - Wojciech Marczewski - Jan P. Matuszyński - Magdalena Mikołajczyk - Paweł Mossakowski - Wojciech Mrówczyński - Aleksander Musiałowski - Jan Naszewski - Damian Nenow - Przemysław Nowakowski - Marek Nowowiejski - Michał Oleszczyk - Mateusz Pacewicz - Feliks Pastusiak - Justyna Pawlak - Maciej Pawliński - Joanna Piechotta - Krzysztof Pieczyński - Marcin Pieńkowski - Bartosz Pietras - Aleksander Pietrzak - Maciej Pisuk - Marta Plucińska - Ewa Podgórska - Mikołaj Pokromski - Waldemar Pokromski - Roman Polański - Edward Porembny - Beata Poźniak - Zbigniew Preisner - Anna Próchniak - Ewa Puszczyńska - Bartosz Szymon Putkiewicz | - Piotr Adam Reisch - Henryk Romanowski - Dorota Roqueplo - Dorota Roszkowska - Beata Rzeźniczek - Jacek Samojłowicz - Jarosław Sawko - Andrzej Serdiukow - Janusz Skałkowski - Anita Skwara - Jerzy Sladkowski - Klaudia Śmieja - Radosław Śmigulski - Urszula Śniegowska - Marcin J. Sobczak - Tadeusz Sobolewski - Janusz Sosnowski - Magdalena Sroka - Małgorzata Staroń - Allan Starski - Krzysztof Stasiak - Piotr Stasik - Aleksandra Staszko - Irena Strzałkowska - Maciej Stuhr - Bartosz Świniarski - Stanisław Syrewicz - Jacek Szumlas - Małgorzata Szumowska - Magdalena Szwarcbart - Małgorzata Szyłak - Agata Szymańska - Joanna Szymańska - Krzysztof Terej - Aleksandra Terpińska - Grażyna Torbicka - Piotr Trojan - Adam Walicki - Agnieszka Wasiak - Tomasz Wasilewski - Anna Waśniewska-Gill - Dorota Welchman - Hugh Welchman - Ewa Więckowska-Mietkiewicz - Mariusz Wilczyński - Mariusz Włodarski - Izabela Wójcik - Arkadiusz Wojnarowski - Tomasz Wolski - Anna Wunderlich - Anna Wydra - Zbigniew Zamachowski - Anna Zamecka - Krzysztof Zanussi - Janusz Zaorski - Marek Zawierucha - Dariusz Krzysztof Zawiślak - Wiktor Zborowski - Maciej Zieliński - Maria Zmarz-Koczanowicz - Agnieszka Zwiefka - Marek Żydowicz |